# No. 3 North Bay
No. 3 North Bay ist eine Bucht im an der Nordküste von Cockatoo Island des australischen Bundesstaates Western Australia.
No. 3 North Bay ist 440 Meter breit und 300 Meter tief. Die Küstenlänge beträgt 1,2 Kilometer. Im Westen liegt die Bucht No. 2 North Bay und Im Osten East Bay.